# Cangas de Onís
Cangas de Onís (asturisk: Cangues d'Onís) er en lille by i den østlige del af den spanske region Asturien. Den er centrum i sognet af samme navn, og den ligger i samme dal som floderne Sella og Güeña. I 737 døde grundlæggeren af det asturiske kongehus, Pelayo, her i sin hovedstad, Cangas de Onis. Byen var fortsatte indtil 774 med at være residens for herskerne af Kongeriget Asturien. Over 7000 ha af arealet hører ind under Nationalparken Picos de Europa. Valfartsstedet Covadonga hører ind under dette sogn.